# Trang (província)
Trang é uma província da Tailândia. Sua capital é a cidade de Trang.